# Edgar Dören
Pas d'image ? Cliquez ici

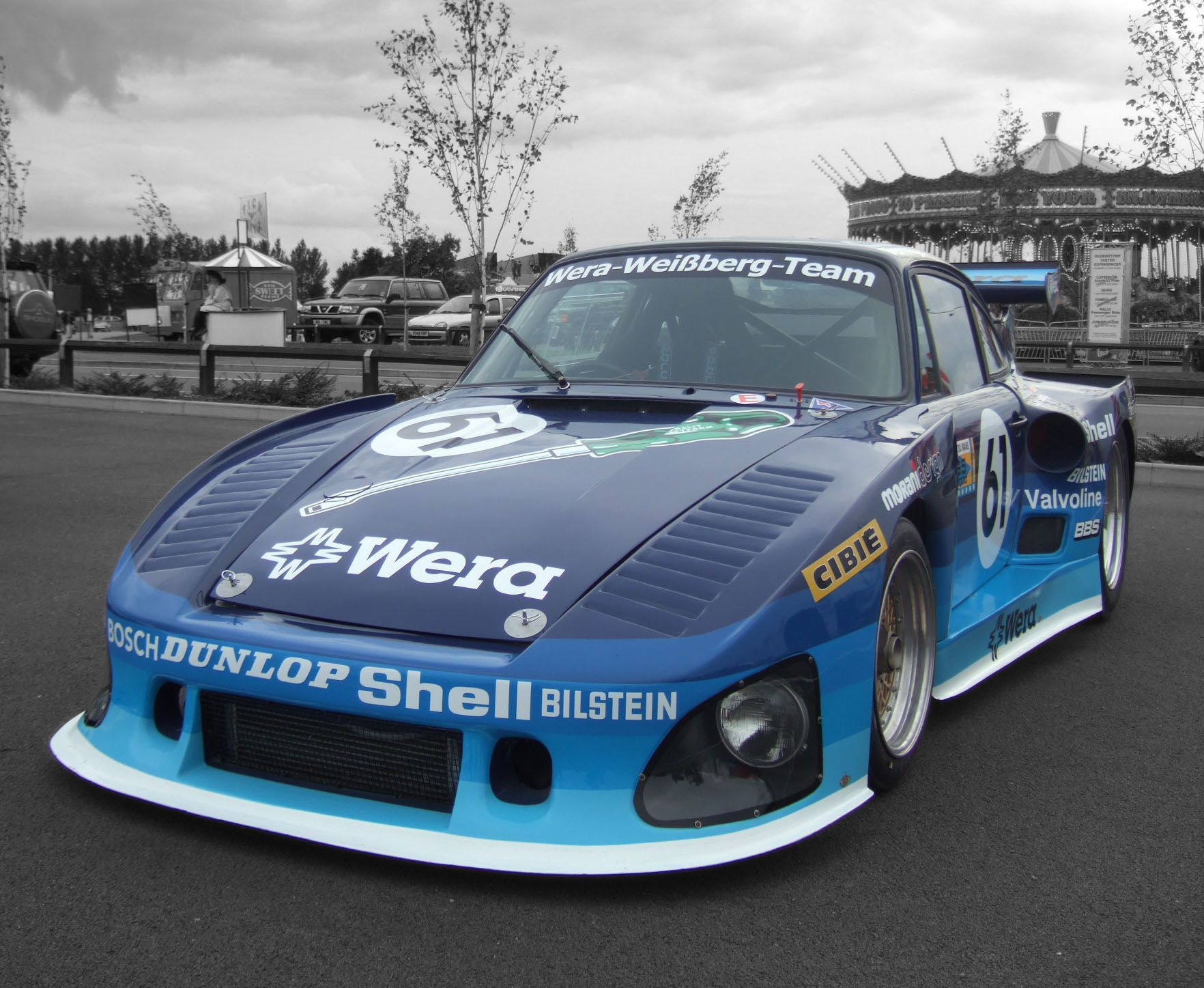
Porsche 935 K3 Kremer de Dören et Jürgen Lässig aux 6 Heures de Silverstone 1981.

Edgar Dören, né le 6 octobre 1941 et mort le 1er avril 2004, est un pilote automobile allemand.

## Palmarès
- Vainqueur des 1 000 kilomètres de Monza dans le Championnat du monde des voitures de sport 1981
- Vainqueur de la catégorie B des 24 Heures du Mans 1985
- Vainqueur des 24 Heures du Nürburgring en 1988
- Vainqueur des 24 Heures de Zolder en 1992
- Vainqueur de la Porsche Cup en 1993
- 24 victoires en VLN Langstreckenmeisterschaft Nürburgring

## Résultats aux 24 Heures du Mans
| Année | Voiture        | Équipe                                    | Équipiers                                     | Résultat |
| ----- | -------------- | ----------------------------------------- | --------------------------------------------- | -------- |
| 1978  | Porsche 934    | Hervé Poulain                             | Gerhard Holup / Hervé Poulain / Roman Feitler | Abandon  |
| 1979  | Porsche 935    | Sekurit Racing / Autohaus Max Moritz GmbH | Dieter Schornstein / Götz von Tschirnhaus     | 7e       |
| 1981  | Porsche 935 K3 | Weralit Racing Team                       | Jürgen Lässig / Gerhard Holup                 | Abandon  |
| 1982  | Porsche 935 K3 | Edgar Dören                               | Billy Sprowls / Antonio Contreras             | Abandon  |
| 1984  | Porsche 965    | Henn's T-Bird Swap Shop                   | Michel Ferté / Preston Henn                   | Abandon  |
| 1985  | BMW M1         | Helmut Gall                               | Martin Birrane (en) / Jean-Paul Libert (de)   | 15e      |